# トレースドーン
トレースドーン (Tracedawn)は、フィンランド・ヘルシンキ出身のメロディックデスメタルバンド。

## 略歴
2005年に、ギタリストのトゥオマス・ウリ＝ヤスカリ (G)によって結成。結成時のバンド名は、モラヴィア (Moravia)。当初はトゥオマスの1人バンドのような形で、この時期にインストゥルメンタル曲「Without Walls」を作曲している。その後、インターネットを通じてメンバーを集め、ヴァルッテリ・トゥルネン (Vo)、ヤーラミー・クヴィック (G)、ヘンカ・ヴァハテレ (B)、ペルトゥ・クルティア (Ds)が加入。2006年後半にバンド体制が整う。ただし、ボーカリストのヴァルッテリ・トゥルネンは短期間で脱退し、アンティ・ラッパライネン (Vo)に交代している。2007年に、1stデモ『Path of Reality』をリリース。同デモには、「Without Walls」がボーカルパート追加の上、収録された。デモをきっかけにレッドハウス・フィンランド・ミュージック・パブリッシングと契約した。そして1stアルバムのレコーディングに入るが、このレコーディング中にバンド名をトレースドーン (Tracedawn)に変更。変更したきっかけは、モラヴィアという名前のバンドがすでに複数存在していたためであった。リーダーのトゥオマス曰く、モラヴィアという名前は仮名（デモ・ネーム）のようなものだったとのこと。またレコーディング開始と同時期にキーボーディストのヴィリ・イタペルト (Key)が加入。更にベーシストのヘンカ・ヴァハテレが脱退し、ペッコ・ヘイッキラ (B)が新たに加入している。2008年に1stアルバム『Tracedawn』をリリースしデビューした。この年の夏には、モービッド・エンジェルやスレイヤー、キルスウィッチ・エンゲイジらと共に、Tuska Open Air Metal Festival 2008に出演している。また1stアルバムリリース後、ヤーラミー・クヴィックが脱退、ロニ・セッパネン (G)が加入した。2009年には、世界最大級のメタルフェスティヴァルであるヴァッケン・オープン・エア 2009にも出演、エンゲルやチュリサスらと同じW.E.T.ステージに立っている。同年9月に2ndアルバム『Ego Anthem』をリリース。リリース後には、同じフィンランドのエンシフェルムやストラトヴァリウスらとヨーロッパツアーを行っている。
その後、アンティ・ラッパライネンが脱退。2012年に元アモラルのニコ・カッリオヤルヴィ (Vo)が加入した。アンティが、グロウルとクリーン・ボーカルとを併用するタイプのボーカリストであったのに対し、ニコはグロウル専門であったため、ギタリストのトゥオマス・ウリ＝ヤスカリがクリーン・ボーカルを兼任することになる。同年、3rdアルバム『Lizard Dusk』をリリースした。同アルバムは、日本でもウェッジホールディングスのレーベル「Reveltas/Spinning」からリリースされ、日本デビューを果たしている。リリース後、ペッコ・ヘイッキラが脱退し、ヨンネ・リンドクヴィスト (B)が加入。更に2013年5月、ニコ・カッリオヤルヴィが脱退することが発表された。

## メンバー

### 現メンバー
- トゥオマス・ウリ＝ヤスカリ (Tuomas Yli-Jaskari) - ギター、ボーカル

バンドのリーダー。Lithuriaでも活動。
- ロニ・セッパネン (Roni Seppänen) - ギター
- ヨンネ・リンドクヴィスト (Jonne Lindqvist) - ベース
- ヴィリ・イタペルト (Vili Itäpelto) - キーボード
- ペルトゥ・クルティア (Perttu Kurttila) - ドラムス

Lithuriaでも活動。

### 過去のメンバー
- ヴァルッテリ・トゥルネン (Valtteri Turunen) - ボーカル
- アンティ・ラッパライネン (Antti Lappalainen) - ボーカル
- ニコ・カッリオヤルヴィ (Niko Kalliojärvi) - ボーカル

アモラル、Dotmaでも活動。ギタリストとしても活動。
- ヤーラミー・クヴィック (Jeremy Qvick) - ギター
- ヘンカ・ヴァハテレ (Henkka Vahtere) - ベース
- ペッコ・ヘイッキラ (Pekko Heikkilä) - ベース

## ディスコグラフィ
- 2007年 Path of Reality (Demo/Moravia名義)
- 2008年 Tracedawn
- 2009年 In Your Name (Single)
- 2009年 Ego Anthem
- 2012年 Lizard Dusk
- 2012年 Arabian Nights (EP)